# 绍约凯赖斯图尔
绍约凯赖斯图尔，是匈牙利包尔绍德-奥包乌伊-曾普伦州所辖的一个村。总面积16.39平方公里，总人口1507，人口密度91.9人/平方公里（2011年1月1日）。